# La misma Luna
La misma Luna ou Under The Same Moon (Brasil: Sob a Mesma Lua) é um filme méxico-americano de 2007, do gênero drama, dirigido por Patricia Riggen e estrelado por Adrián Alonso, Kate del Castillo e Eugenio Derbez.

## Sinopse
O filme conta a história de Rosario (Kate del Castillo), uma mãe que imigra ilegalmente para os Estados Unidos, e seu filho de 9 anos de idade, Carlitos (Adrián Alonso). Rosario e Carlitos não se viam em quatro anos, Rosario, que agora vive em Los Angeles, Califórnia,ela liga para seu filho, (ainda no México), todos os domingos, por um telefone público. Carlitos vive em uma pequena vila mexicana com sua avó doente e sua tia opressiva e seu tio, que tenta assumir a custódia dele a fim de obter o dinheiro que Rosario manda para ele. Um dia, enquanto trabalhava para uma senhora chamada Carmen (Carmen Salinas), Carlitos encontra dois transportadores americanos imigrantes (coiotes), Martha (America Ferrera) e David (Jesse Garcia), que se oferecem para contrabandear crianças pequenas através da fronteira.
Quando sua avó morre, Carlitos decide que ele não pode viver com sua tia e tio, então ele procura os dois coiotes. Embora ele conseguiu atravessar a fronteira sem ser pego, o carro é rebocado e ele é separado dos dois coiotes. Depois, Carlitos continua a viagem, acabou ficando com outros imigrantes ilegais, que concordaram em levá-lo a Los Angeles. No entanto, a polícia invade a estufa onde eles colhiam tomates , e prende todos os trabalhadores, menos Carlitos e outro trabalhador chamado Enrique (Eugenio Derbez), que não gostava de Carlitos.
Durante a viagem, Carlitos e Enrique chegam a um restaurante de um homem nativo americano e sua esposa. Onde Carlitos consegue emprego para  ele e Enrique. No restaurante, Carlitos encontra seu pai , Oscar Aguilar Pontes (Ernesto D'Alessio), que ele ouviu falar pela sua tia e tio, e eles se encontram em uma lanchonete para almoçar. Oscar concorda em levar Carlitos para Los Angeles para onde Rosario esta, mas depois muda de ideia, irritando Carlitos.
Por sua vez, Enrique decide levar Carlitos para Los Angeles. Os dois vão de ônibus para Los Angeles. Carmen faz um telefonema para Rosario para contar a ela que Carlitos está desaparecido e Rosário decide pegar um ônibus de volta para o México. Enquanto isso, Carlitos e Enrique procuram pela cidade o telefone público que sua mãe o liga todos os domingos. eles não conseguem encontrar, depois de horas os dois adormecem em um banco no parque. Como Rosario está prestes a partir no ônibus, vendo um telefone público pela janela faz lembrar de Carlitos e ela reúne os seus pensamentos para tomar uma decisão.
Quando amanhece, Carlitos ainda está dormindo no parque, Enrique sai para comprar comida e Carlitos é visto pela polícia. Carlitos é quase pego pela polícia, mas Enrique joga uma copo de café nos policiais, provocando os agentes a persegui-lo. Carlitos consegue escapar, mas Enrique é preso. Carlitos chega em um lugar familiar que combinava com todas as descrições de sua mãe, e ele a vê do outro lado da rua esperando em um telefone público. Carlitos chama por ela e ela fica emocionada ao ver que ele está ileso. Os dois aguardam ansiosamente em ambos os lados da rua, esperando o sinal abrir, e ele abre e a tela fica preta ou seja o filme acaba..

## Elenco
- Adrián Alonso .... Carlos Reyes 'Carlitos'
- Kate del Castillo .... Rosario
- Eugenio Derbez .... Enrique
- America Ferrera ....  Martha
- Jesse Garcia .... David
- Maya Zapata .... Alicia
- Gabriel Porras.... Paco
- Sonya Smith .... Mrs. Snyder
- Carmen Salinas .... Dona Carmen
- María Rojo .... Reyna
- Ernesto D'Alessio .... Oscar

## Recepção
No site agregador de críticas Rotten Tomatoes, 72% das 94 resenhas dos críticos são positivas. O consenso diz que "se (...) é muitas vezes manipulativo, também é sincero e apresenta fortes performances".